# Doris Eichhorn
Doris Eichhorn (* 23. September 1993) ist eine deutsche Schwimmsportlerin. Sie ist mehrfache und aktuelle Deutsche Meisterin über 50 Meter Rücken auf der Kurzbahn.

## Erfolge
Die Kurzbahnmeisterschaften in der Wuppertaler Schwimmoper sind für Eichhorn, die für Aqua Berlin antritt, ein gutes „Pflaster“. Seit 2011 holte sie fünf Jahre hintereinander jedes Mal den Deutschen Meistertitel auf der 25-Meter-Bahn über 50 Meter Rücken, zuletzt  2015 in 27,56 s vor Nina Kost (27,80) und Selina Hocke (27,84).
Darüber hinaus gewann sie 2012 und 2013 auch über 50 Meter Delfin (26,72; 26,39).
Bei den Kurzbahneuropameisterschaften 2015 im israelischen Netanja schied Eichhorn dagegen im 2. Semifinale des Rückensprints in 27,25 s aus (Europameisterin Katinka Hosszú [26,13]).